# Maruri-Jatabe
Maruri-Jatabe (baskiska: Jatabe, Maruri) är en kommun i Spanien. Den ligger i Biscayaprovinsen i den autonoma regionen Baskien i norra delen av landet, 300 km norr om huvudstaden Madrid. Antalet invånare är 1 073 (2024). Arean är 15,96 kvadratkilometer. Maruri-Jatabe gränsar till Bakio, Mungia, Gatika och Lemoiz. 